# The Best of Sade
The Best of Sade è un album dei Sade pubblicato nel 1994 dalla Epic Records.

## Tracce
1. Your Love Is King (dall'album Diamond Life) – 3:41 (Sade Adu, Stuart Matthewman)
2. Hang on to Your Love (dall'album Diamond Life) – 4:29 (Adu, Matthewman)
3. Smooth Operator (dall'album Diamond Life) – 4:16 (Adu, Ray St. John)
4. Jezebel (dall'album Promise) – 5:23 (Adu, Matthewman)
5. The Sweetest Taboo (dall'album Promise) – 4:25 (Adu, Martin Ditcham)
6. Is It a Crime (dall'album Promise) – 6:16 (Adu, Matthewman, Andrew Hale)
7. Never as Good as the First Time (dall'album Promise) – 3:58 (Adu, Matthewman)
8. Love Is Stronger Than Pride (dall'album Stronger Than Pride) – 4:17 (Adu, Hale, Matthewman)
9. Paradise (dall'album Stronger Than Pride) – 3:36 (Adu, Hale, Matthewman, Paul S. Denman)
10. Nothing Can Come Between Us (dall'album Stronger Than Pride) – 3:52 (Adu, Hale, Matthewman)
11. No Ordinary Love (dall'album Love Deluxe) – 7:19 (Adu, Matthewman)
12. Like a Tattoo (dall'album Love Deluxe) – 3:36 (Adu, Hale, Matthewman)
13. Kiss of Life (dall'album Love Deluxe) – 4:10 (Adu, Denman, Hale, Matthewman)
14. Please Send Me Someone to Love (dalla colonna sonora del film Philadelphia) – 3:40 (Percy Mayfield)
15. Cherish the Day (dall'album Love Deluxe) – 6:17 (Adu, Hale, Matthewman)
16. Pearls (dall'album Love Deluxe) – 4:35 (Adu, Hale)

## Formazione
- Sade Adu – voce, arrangiamenti
- Andrew Hale – tastiere
- Stuart Matthewman – chitarra, sassofono
- Paul S. Denman – basso

## Classifiche

### Classifiche di fine anno
| Classifica (2024) | Posizione |
| ----------------- | --------- |
| Portogallo        | 103       |